# Ouricuri
Ouricuri is een gemeente in de Braziliaanse deelstaat Pernambuco. De gemeente telt 66.978 inwoners (schatting 2009).
De gemeente grenst aan Araripina, Trindade, Ipubi, Santa Cruz, Santa Filomena, Parnamirim, Bodocó en de deelstaat Piauí.